# Raúl Páramo Ortega
Raúl Páramo-Ortega es un psicoanalista mexicano nacido en la Ciudad de México en 1935. paramo.ortega(arroba)gmail.com

## Trayectoria
Se graduó de médico en 1959 en la Universidad de Guadalajara. Fue acreditado como psicoanalista y miembro ordinario en el Círculo Vienés de Psicología profunda desde 1964. Es cofundador del Círculo Psicoanalítico Mexicano en 1969 y del Grupo de Estudios Sigmund Freud en Guadalajara en 1979.
Ha sido conferenciante huésped del Instituto Sigmund Freud de Frankfurt y de muchos otros institutos psicoanalíticos en Alemania y Austria (Múnich, Fráncfort, Núremberg, Hamburgo y Salzburgo). También ha sido conferenciante huésped en el Instituto Interamericano de Derechos Humanos de San José, Costa Rica. De 1995 a 2007 fue colaborador oficial y activo del Instituto de Antropología y Etnopsicología de la Universidad de Colonia, Alemania.
Entre sus más de 150 publicaciones están cerca de 40 artículos y capítulos de libros publicados en alemán. Es autor y coeditor de varios libros publicados en dicha lengua. Su obra Historia del psicoanálisis en México también ha sido publicada en inglés. Algunas de sus publicaciones han aparecido en las revistas de filosofía en el ámbito de la lengua alemana, así como en órganos oficiales del psicoanálisis como Psyche y el Jahrbuch der Psychoanalyse. Tiene varios ensayos sobre psicoanálisis y marxismo, algunos de ellos publicados también en inglés.
Su analista didáctico fue Igor Caruso. Realizó frecuentes períodos de reanálisis en Los Ángeles, California con Rudolf Ekstein e Hilda Rollman-Branch.
La biblioteca del Centro Alemán-Mexicano (en la ciudad de Wiesbaden) lleva su nombre en reconocimiento de su trayectoria y aportaciones al psicoanálisis.

## Obras

### Libros en español y otras lenguas
- Sentimiento de culpa y  prestigio revolucionario. México: Martín Casillas Editores, 1982.[5]
- Die psychoanalytische Haltung auf der Suche nach dem Selbstbild der Psychoanalytiker. En colaboración con Kutter y Zagerman. Múnich y Viena: Verlag Internationale Psychoanalyse, 1988.[6]
- Freud in Mexiko: ein Essay zur Geschichte der Psychoanalyse. Múnich: Quintessenz, 1992.[7]
- Psychoanalyse und Weltanschauung. En: Kutter, P., Páramo, R., Müller T. Weltanschauung und Menschenbild. Gotinga: Vandenhoeck & Ruprecht, 1998.
- El psicoanálisis y lo social: Ensayos transversales. Valencia: Universidad de Valencia, 2006.[8]
- The History and Development of Psychoanalysis in Mexico – The Conquista and Latin American Identity. Lewiston, New York: Mellen Press, 2011.[9]

### Algunos artículos o capítulos
- El porvenir del psicoanálisis. Revista Nexos. 1 de diciembre de 1987.[10]
- Freud-Biographik und Meister-Schüler Beziehungen.  En: Weib/Lang (ed.), Psychoanalyse heute und vor 70 Jahren.  Tubinga: Diskord, 251-279, 1996.
- Auf der Suche nach einem Nach-Analytiker in den USA. Werkblatt 50, 2003.
- Ich, Es, Überich – Ein triebtheoretischer Beitrag zur Auseinandersetzung mit dem Marxismus. Journal für Psychoanalyse 44, 99-110, 2005.
- Religión como política: El secuestro religioso del sentido de la existencia. Revista Dialéctica: Revista de Filosofía, Ciencias Sociales, Literatura y Cultura Política de la Benemérita Universidad Autónoma de Puebla. Año 29, número 37, 2005.
- Gibt es einen günstigen bzw. ungünstigen Nährboden für psychoanalytisches Gedankengut? – Ein Vergleich zwischen zwei Welten. En: Das Unbehagen bleibt – Texte zur Geschichte der Psychoanalyse, Schnittstellen Band 5. Wien – St. Wolfgang (Edition Art Science). Editor: Raimund Bahr.
- ¿Enajenaciones primarias (de origen) – enajenaciones secundarias (supletorias)? – con especial acento marxista y freudiano. Ethos educativo 43, 198-224, 2008.
- Bartolomé de las Casas: en búsqueda del rostro amable de la Conquista. En: Teoría y crítica de la Psicología, núm. 1, pág.1-25, 2011.[11]
- Die Sakralisierung und ihre Nebeneffekte – Anmerkungen über die Macht des Christentums. In: Aufklärung und Kritik 18, pág. 55-71, 2011.
- Tortura como antípoda de la compasión. Crítica jurídica: Revista latinoamericana de política, filosofía y derecho. 34/2012, pág. 149-167. Julio/diciembre, 2012.
- Überlegungen zu Paranoia und Religion - Vergleichende Anmerkungen über eine heikle epistemologische Frage. En: Aufklärung & Kritik (Núremberg), núm. 49, 21 de marzo. Año 1, pág. 64-84, 2014.[12]